# James St Clair-Erskine, III conte di Rosslyn
James Alexander St Clair-Erskine, III conte di Rosslyn (15 febbraio 1802 – 16 giugno 1866), è stato un generale e politico scozzese.

## Biografia
Era il figlio di James St Clair-Erskine, II conte di Rosslyn, e di sua moglie, Harriet Elizabeth Bouverie, figlia di Edward Bouverie.

## Carriera

### Carriera militare
Rosslyn entrò nell'esercito britannico nel 1819. Raggiunse il grado di capitano nel IX Light Dragoons nel 1823 e tenente colonnello nel 1828. È stato promosso a Maggiore Generale nel 1854, a tenente generale nel 1859 e a generale il 20 aprile 1866.
Nel 1864 è stato nominato colonnello dei VII Hussars. Lord Rosslyn era anche comandante del Reggimento di Cavalleria ausiliario e del Fife Mounted Rifle Volunteers (1860-1866).

### Carriera politica
Rosslyn è stato membro del Parlamento per Dysart Burghs (1830-1831) e per Grimsby (1831-1832). Successe al padre nel 1837. Nel 1841 divenne membro del Privy Council e nominato a Master of the Buckhounds sotto Robert Peel, carica che mantenne fino al 1846. Ricoprì la stessa carica dal febbraio a dicembre 1852 sotto Lord Derby, ed è stato per breve tempo Sottosegretario di Stato per la guerra dal marzo al giugno 1859.
Lord Rosslyn è stato anche un vice tenente per Fife.

## Matrimonio
Sposò, il 10 ottobre 1826, Frances Wemyss (16 settembre 1794-30 settembre 1858), figlia del generale William Wemyss. Ebbero tre figli:
- Lady Harriet Elizabeth St Clair-Erskine (26 giugno 1831-28 novembre 1867), coniugata (1865) con il conte tedesco Georg Herbert von und zu Münster-Ledenburg
- James Alexander George St Clair-Erskine, Lord Loughborough (10 maggio 1830-28 dicembre 1851)
- Robert St Clair-Erskine, IV conte di Rosslyn (2 marzo 1833-6 settembre 1890)